# Hünenbetten „Alter Hau“

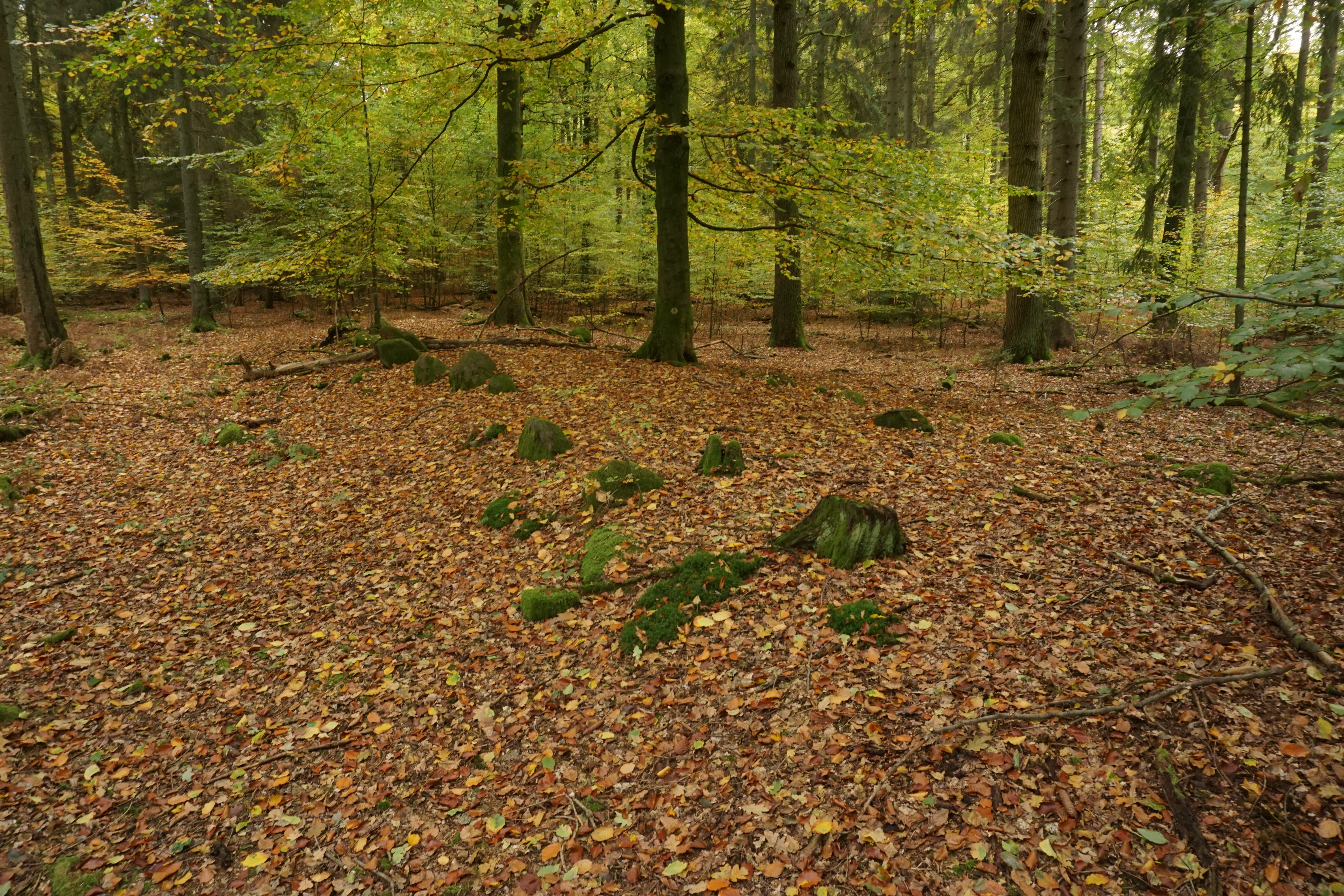
Hünengrab Alter Hau 1

Die Hünenbetten „Alter Hau“ sind acht erhaltene Hünenbetten ohne Kammer mit den Sprockhoff-Nrn. 289–295 (eines ist unnummeriert). Sie liegen im Sachsenwald, bei Sachsenwaldau im Jagen 289 und 290 nahe der Bille. Weitere, jedoch zerstörte Hünenbetten liegen im Saupark in der Nähe. Der Sachsenwald liegt östlich von Hamburg im Südwesten des Kreis Herzogtum Lauenburg und ist eines der beiden gemeindefreien Gebiete Schleswig-Holsteins. Die Anlagen entstanden zwischen 3500 und 2800 v. Chr. und sind Megalithanlagen der Trichterbecherkultur (TBK).
Im Gebiet der TBK erfolgte die Einordnung von kammerlosen Anlagen in die Megalithkategorie, da ihre hauptsächlich an den Unterläufen von Elbe, Oder und Weichsel gelegenen, zumeist flachen Hügel vielfach noch eine Einfassung aus etwa 1 m hohen mittelgroßen Findlingen besaßen, die wegen ihrer fehlenden Dimensionen jedoch zum Kammerbau ungeeignet waren, so dass keine steinernen Kammern vorhanden sind. „Neolithische Monumente sind Ausdruck der Kultur und Ideologie jungsteinzeitlicher Gesellschaften. Ihre Entstehung und Funktion gelten als Kennzeichen der sozialen Entwicklung“.

## Sprockhoff-Nr. 289
Alter Hau 1 ist die mit Abstand am besten erhaltene Anlage. Es handelt sich um ein Nordwest-Südost orientiertes, rechteckiges Hünenbett. Mit der Abmessung von 154 × 8,5 m ist es das längste erhaltene Hünenbett in Deutschland. Der bis etwa 0,5 m hohe Erddamm ist noch erkennbar. Die Randsteine des Hünenbetts sind zu einem wesentlichen Teil erhalten. Die Längsseiten sind sehr gut erkennbar.
Die Anlage wurde nicht ausgegraben.

## Sprockhoff-Nr. 290
Wie bei der benachbarte Anlage 289 handelt es sich beim Alter Hau 2 um ein Nordwest-Südost orientiertes, rechteckiges Hünenbett. Sprockhoff geht von einer Größe von 75 × 4,0 m aus. Der bis etwa 0,5 m hohe Erddamm ist in Teilen noch erhalten. Bei der Aufnahme 1936 fand Sprockhoff 34 Steine auf der nordöstlichen und 29 Steine auf der südwestlichen Langseite vor. Die Anlage wurde nicht ausgegraben.

## Sprockhoff-Nr. 291

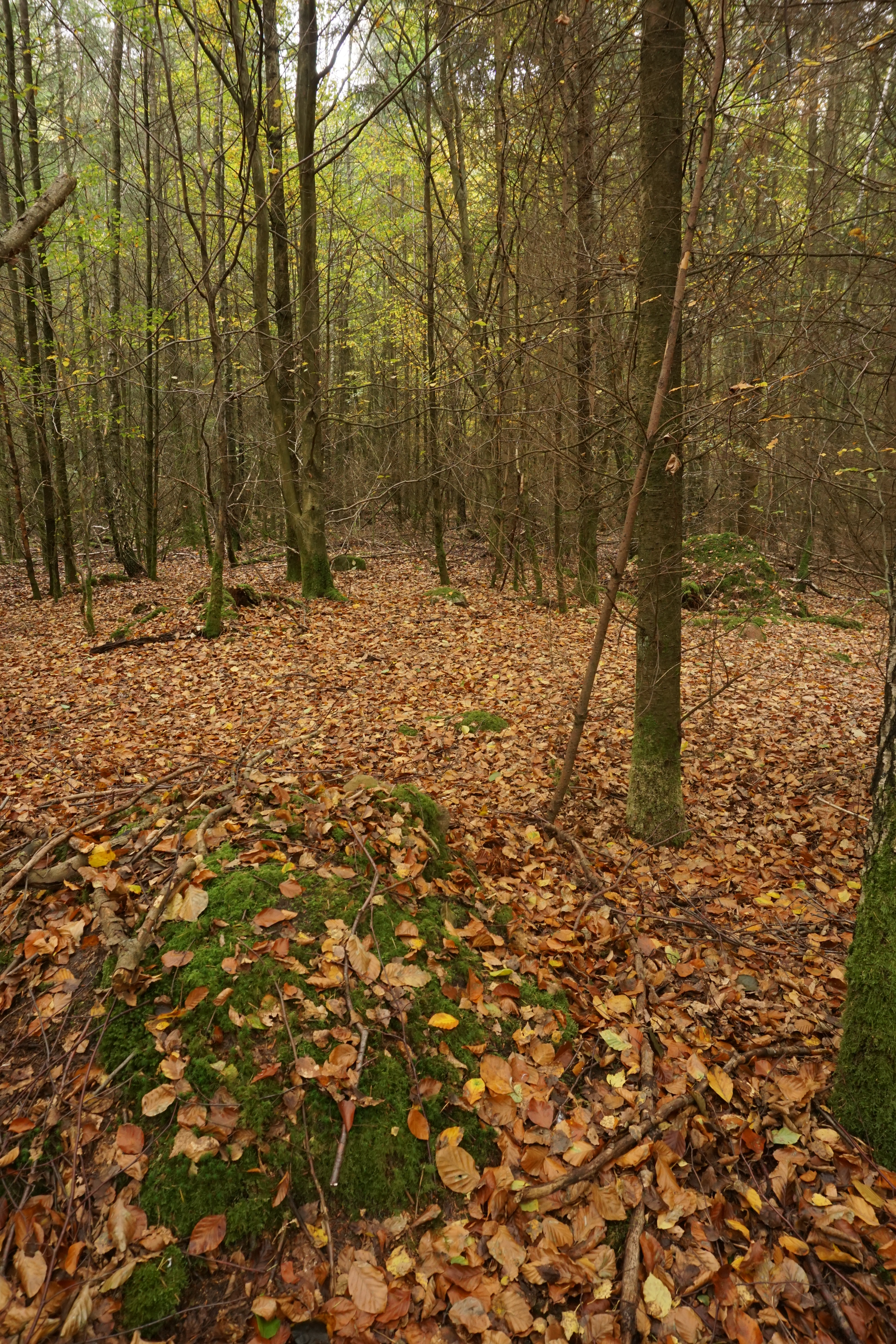
Teil des Hünengrabes Alter Hau 3 (Sprockhoff 291)

Das Hünenbett ohne Kammer ist 50 m lang, 3,25 m breit, und entsprechend der Ausrichtung, im SSW 0,75 im NNO 0,50 m hoch. Die Rand- oder Einfassungssteine standen an den Langseiten teilweise noch in situ. Die Südost-Seite war besser erhalten. Die Findlinge waren zwischen 0,75 und 0,90 m hoch, etwa 0,50 m breit und dick, sie waren mittels kleiner Steine in den Standlöchern verkeilt. Nach Ernst Sprockhoff, der die Anlage 1954 untersuchte, waren die Steine nicht eingegraben, sondern durch ihr Eigengewicht in den Boden eingesenkt (etwa 0,2 m tief).

### Funde
Am Südwestende enthielt die Hügelschüttung vereinzelte Scherben und Flintgeräte. Auf der alten Oberfläche wurden mehrere Verfärbungen und Fundkonzentrationen beobachtet. Etwa spatentief lag in der Hügelschüttung ein Bronzearmband.

#### Gruben
- Etwa drei Meter vom Südwestende war eine kesselförmige Grube eingetieft. Ihr oberer Durchmesser betrug einen Meter, ihre Tiefe 0,3 m.

Die graue Grubenfüllung setzte sich deutlich vom anstehenden Boden ab. Sie war stellenweise hart, mit eingesprengten Holzkohlestückchen und Resten kalzinierter Knochen durchsetzt. Die Grube enthielt einige Scherben, darunter die von einem Becher der Trichterbecherkultur.
Auf der Grubenfüllung und in der Umgebung lagen auf der Höhe der alten Oberfläche zahlreiche Scherben von Trichterrand- und Kegelhalsgefäßen sowie ein dicker Rundschaber. Einige der Scherben auf der Oberfläche gehörten zu dem Trichterbecher aus der Grube, die von Sprockhoff als Grabgrube interpretiert wurde.
- Etwa in der Mitte des Langbettes, parallel zu dessen Längsachse, lag eine rechteckige Grube – 1,5 × 0,75 m; etwa 0,30 m tief mit dunkler Füllung.
- Dicht neben dieser, lag nahe dem Rande des Langbetts, ebenfalls parallel eine ovale Grube (1,7 × 0,7 m; max. 0,4 m tief) – mit grauer Füllung.
- In einem Bereich zwischen 16 und 18 m (nördlich vom Südwestende) lagen dicht nebeneinander zwei in die alte Oberfläche eingetiefte Gruben.

Es könnte sich um die Gruben von Körperbestattungen handeln.

#### Bodenverfärbungen
- Etwa acht Meter vom Südwestende wurde eine langovale graue Verfärbung (keine Grube) beobachtet (etwa 1,5 × 0,75 m), auf der einige unverzierte Scherben gefunden wurden.

- Etwa 11 m vom Südwestende, lag auf der alten Oberfläche eine ovale Fläche mit etwa einem Meter Durchmesser. Hier war der Boden bis in 0,10 m Tiefe ziegelrot gebrannt und mit Holzkohleresten durchsetzt. Unter der Brandschicht war er marmoriert. Die Fläche zeigte aber keine Funde und ist nach Sprockhoff ein Verbrennungsplatz.

- Etwa 14 m vom Südwestende lag eine langovale schwarzgrau marmorierte Verfärbung (1,25 × 0,75 m). Sie war bis 0,20 m mächtig. In der Füllerde fanden sich einige Holzkohlepartikel und ein paar Brocken gebrannter Lehm.

- 35 bis 36 m entfernt wurden in 0,4 m Tiefe, etwa in der Mitte des Hügels, die Scherben eines Trichterhalsgefäßes gefunden. Sie lagen im Bereich einer unscharf abgesetzten, schwarz-grau schattierten Fläche von etwa einem Meter Durchmesser (keine Grube). Das Gefäß war offenbar am Ort zerschlagen worden.

## Sprockhoff-Nr. 292
Das etwa 30 × 6,0 m (ursprünglich 4,0 m) breite von Sprockhoff ausgegrabene Hünenbett liegt auf der alten Oberfläche. Das Bett war von großen Findlingen eingefasst, die im Abstand von 0,2–0,5 m mit den glatten Seiten nach außen aufgestellt worden waren. Die Steine waren 0,1–0,2 m eingetieft und mit kleinen Blöcken verkeilt. Die größten Findlinge standen an den Enden der Einfassung. Einige Steine waren annähernd in situ. Einige fehlten, aber ihre Standspuren mit Verkeilsteinen waren erhalten. Die meisten waren nach außen umgefallen.
Der Hügel war aus dem lokalen etwas lehmigen gelben Sand aufgeschüttet. In der Aufschüttung lagen überkopfgroße Steine ohne erkennbare Ordnung. Aus der Hügelschüttung stammen einige unbearbeitete Feuersteinabschläge und zumeist unverzierte Scherben.

### Funde
In der Westhälfte des Hünenbettes lag eine fast drei Meter lange, 1,25–1,75 m breite, schwarzgraue Fläche, parallel zum Langbett. Die 0,1 m mächtige, auf der alten Oberfläche liegende Verfärbung setzte sich zumeist deutlich von ihrer Umgebung ab. Die große Fläche war aber von kleinen, grau-schwarzen Verfärbungen umgeben. Innerhalb der Verfärbung wurde viel Holzkohle in kleinen Bröckchen gefunden. Der Boden unter der Fläche war bis in 0,1 m Tiefe rotbraun, hart und netzartig von feinen Sandbändern durchzogen. Im Nordostteil der Fläche lag eine kesselförmige Grube mit einem oberen Durchmesser von 0,4–0,5 m, die etwa ebenso tief war. Die Grubenfüllung war oben dunkelbraun und stark durchwurzelt. Im unteren Bereich bis 0,2–0,25 m hellgrau wie die große Verfärbung und frei von Wurzelwerk. In ihrem oberen Bereich wurden Leichenbrandreste (Teile von Röhrenknochen) und Bruchstücke von mindestens sechs Gefäßen gefunden, die nach E. Sprockhoff zerscherbt in die Grube gelangt waren. Auf der alten Oberfläche lagen, vor allem im westlichen und mittleren Bereich des Langbettes, zahlreiche Gefäßscherben und ein Klingenkratzer. E. Sprockhoff interpretierte die graue Fläche als Verbrennungsplatz, die Grube als Grab mit Leichenbrand und Beigaben.

## Sprockhoff-Nr. 293
Die etwa auf einer Länge von 40 m erhaltene, nordwest-südost ausgerichtete Anlage, deren südöstlicher Abschluss nicht erfasst werden konnte (auf 145 m Länge geschätzt) ist etwa 4,5 m breit und 0,5 m hoch.

### Funde
Etwa 10 m vom Nordwestende entfernt wurde eine Anhäufung kopfgroßer Steine beobachtet. Am Nordwestende lagen einige unverzierte Scherben von unbestimmten Gefäßen. Im Südwesten lag eine ost-west gerichtete helle ovale Verfärbung (1,50 × 0,50 m). Sie ging in 0,2–0,4 m Tiefe ohne exakte Grenze in den anstehenden Lehm über.

## Sprockhoff-Nr. 294
Das 1952 von Sprockhoff untersuchte Hünenbett ohne Kammer ist etwa 25 m lang, 5 m breit und 0,3 m hoch. Die relativ großen Rand- oder Einfassungssteine standen im Südosten teilweise noch in situ. Auf den Langseiten finden sich Standspuren mit Verkeilsteinen. Die äußeren Steine der nordwestlichen Schmalseite sind besonders groß und ragen über die Langseiten hinaus. Es könnten so genannte Wächtersteine sein.

### Funde
Grube 1: Etwa in der Mitte der Anlage liegt eine gleichgerichtete rechteckige (im Planum 2,0 × 0,6 m; im Profil 0,5 m breit), in die alte Oberfläche eingetiefte Grube. Ihren unteren Abschluss bildete ein Ortsteinband von 1 bis 2 cm Stärke. Der Grubeninhalt war im oberen Bereich braun und ging nach unten hin allmählich in graue Farbe über. Keine Funde.
Grube 2: Etwa 0,5 m nordwestlich von Grube 1, eine kreisrunde, kesselförmig eingetiefte Grube (oberer Durchmesser 0,75 m; Tiefe 0,40 m). In der grauen Füllung lag ein durchlochter Steinanhänger.
Im Südteil des Hügels wurde eine flache Scheibe aus Quarzit gefunden, deren Rand anscheinend bearbeitet ist.